# Joan Martínez d'Eslava
Joan Martínez d'Eslava fou el primer cavaller que entrà a la ciutat de Mallorca en la conquesta cristiana de la ciutat, el 31 de desembre de 1229. Així ho narra el Rei en Jaume al llibre dels Fets: "E dels cavallers fo lo primer que hi entrà Joan Martines d'Eslava, qui era de la nostra mainada".
A la ciutat de Mallorca hi té un carrer dedicat, a la barriada dels Hostalets, que va del carrer d'Aragó al carrer del Pare Baió i és la continuació del carrer del Nord.